# رینالدو مارکوس گرین
رینالدو مارکوس گرین (به انگلیسی: Reinaldo Marcus Green) کارگردان، تهیه‌کننده و نویسنده آمریکایی است که بیشتر با فیلم ۲۰۱۸ هیولاها و آدم‌ها شناخته می‌شود. و جایزه ویژه هیئت داوران را برای اولین بار در جشنواره فیلم ساندنس را بدست آورد. پروژه بعدی او جو بل خوب، به تهیه کنندگی جیک جیلنهال و کری فوکوناگا و با بازی مارک والبرگ، کانی بریتون و ماکسول جنکینز. در ژوئن ۲۰۱۹، اعلام شد که او کارگردانی یک فیلم بیوگرافی تحت عنوان شاه ریچارد، در مورد مربی تنیس و پدر تنیس بازان آمریکایی مانند ونوس ویلیامز و سرینا ویلیامز با بازی ویل اسمیت در نقش اصلی را بر عهده دارد. گرین همچنین سه قسمت اول فصل سه سریال درام جنایی تلویزیونی بریتانیا، پسر برتر را کارگردانی کرد.

## فیلم‌شناسی

### کارگردانی در سینما
- هیولاها و آدم‌ها (۲۰۱۸)
- جو بل خوب (۲۰۲۰)
- شاه ریچارد (۲۰۲۱)
- باب مارلی: یک عشق (۲۰۲۴)